# Помары
Пома́ры (мар. Памар) — село в Волжском районе Марий Эл Российской Федерации. Входит в состав и является административным центром Помарского сельского поселения.

## География
Помары расположены в 13 км на север от районного центра — города Волжска, на автодороге А295. Через село также проходит автомобильная дорога регионального значения Звенигово — Помары — Морки. В 3 км восточнее села проходит железнодорожная линия Зелёный Дол — Яранск Горьковской железной дороги, ближайшая станция — одноимённая станция Помары, расположенная в посёлке городского типа Приволжский.
В 13 километрах от села проходит магистральный газопровод Уренгой — Помары — Ужгород, построенный в 1983 году для поставки природного газа с месторождений севера Западной Сибири потребителям в республиках Советского Союза и в странах Центральной и Западной Европы. Работает Компрессорная станция 5-Помары.

## Топонимика
О. П. Воронцова и И. С. Галкин переводят название Помары с марийского языка как «марийцы, поселившиеся по берегам луговой, заросшей травой реки».

## История
Поселение упоминается в архивных документах с XVIII века.
В 1746 году в Помарах был построен деревянный однопрестольный храм во имя святых бессребреников Космы и Дамиана. В 1874 году была выстроена каменная церковь в честь Пресвятой Троицы. В 1940 году храм был закрыт, его помещения переоборудованы под нужды машинотракторной станции, а позднее — разобраны.
В 1897 году в селе находились участок земского начальника, волостное правление, больница и земское училище.
С образованием Марийской автономной области (МАО) в 1921 году Помары вошли в состав Помарской волости Краснококшайского кантона.
В честь жителей села, призванных на фронт и погибших в Великую Отечественную войну, в 1990 году в сквере около дома культуры был установлен памятник с высеченными именами погибших воинов.

## Население
В 1859 году в Помарах проживали 334 человека, в 1923 году — 680.
Современная численность населения — ↗2014 чел. (2010 год). Помары — второй по численности населения населённый пункт Волжского района Марий Эл.

## Современное состояние
В селе работают Помарская средняя общеобразовательная школа, детский сад комбинированного вида № 1 «Шонанпыл», центр психолого-педагогического и медико-социального сопровождения «Доверие».
В селе имеется врачебная амбулатория — подразделение Волжской центральной городской больницы.
Жители проживают преимущественно в индивидуальных жилых домах, а также в секционных многоквартирных домах.
Помары газифицированы, дома обеспечены централизованным водоснабжением и, частично, канализацией и централизованным теплоснабжением.

## Известные уроженцы
- Вишневский Семён Алексеевич (1920—1990) — марийский советский поэт, прозаик, переводчик, журналист. Председатель Союза писателей Марийской АССР (1953—1958). Участник Недели марийской поэзии в Москве (1956). Народный поэт Марийской АССР (1970). Лауреат Государственной премии Марийской АССР (1983). Участник Великой Отечественной войны.
- Кудрявцев Алексей Кузьмич (1893—1975) — марийский советский деятель советского хозяйства, партийный и административный деятель. Председатель Волжского районного исполкома, первый секретарь Волжского райкома ВКП(б) (1943), председатель колхоза «Передовик» Помарского сельского совета Волжского района Марийской АССР (1943—1953). Дважды кавалер ордена Ленина. Участник Первой мировой и Гражданской войн.

## Известные жители
Эпанаева Анастасия Васильевна (1911—1981) — учитель русского языка и литературы и завуч по учебно-воспитательной работе Помарской средней общеобразовательной школы (1956—1970).